# Краски
Кра́ски — пигментированная жидкая, разжижаемая или мастичная (например, битумная) композиция, которая после нанесения на основу тонким слоем затвердевает в прочную плёнку. Используется для защиты, придания цвета и текстуры поверхности объекта. Краска может быть изготовлена или приобретена в широкой палитре цветов и в различных типах, характеризующихся техникой живописи (например акварель или граффити). Краска обычно хранится, продается и наносится в жидком виде, но большинство типов высыхают в твердом виде. Большинство красок либо на масляной, либо на водной основе, и каждая из них имеет различные характеристики и свой растворитель.
Краски на водной основе и масляные краски отверждаются по-разному в зависимости от температуры окружающей среды, поверхности окрашиваемого объекта и других факторов (например, освещённость ультрафиолетом). Окрашиваемый объект должен иметь температуру выше 10 °C, поскольку некоторые компоненты краски химически преобразуются после нанесения на поверхность реакциями полимеризации и поликонденсации. Специализированные наружные краски/грунтовки можно наносить при более низких температурах.
Чаще всего под словом «краски» подразумевают суспензии пигментов или их смеси с наполнителями, в связующем — льняном масле, ПВА-эмульсии, латексах или других плёнкообразующих веществах. Краски наносят непосредственно на имеющийся материал или на грунт (живопись).

## История
Краска была одним из древнейших искусств человечества. Некоторые наскальные рисунки, нарисованные красной или жёлтой охрой, гематитом, оксидом марганца и древесным углем, могли быть созданы ещё 40 000 лет назад. В 2003 и 2004 годах южноафриканские археологи сообщили о находках в пещере Бломбос 100 000-летней искусственной смеси на основе охры, которую можно было использовать как краску. Дальнейшие раскопки в той же пещере привели к отчёту 2011 года о полном наборе инструментов для измельчения пигментов и изготовления вещества, похожего на примитивную краску, сохранившуюся на протяжении 70 тысяч лет.
Было обнаружено, что внутренние стены 5000-летнего Несса Бродгара включают отдельные камни, окрашенные в жёлтый, красный и оранжевый цвета с использованием охристого пигмент, сделанного из гематита, смешанного с животным жиром, молоком или яичным белком.
Древние цветные стены в Дендере (Египет), которые годами подвергались воздействию стихии, по-прежнему обладают ярким цветом, таким же ярким, как и тогда, когда они были окрашены около 2000 лет назад. Египтяне смешивали свои цвета с клейким веществом и наносили их отдельно друг от друга, без смешивания или смешения. Похоже, они использовали шесть цветов: белый, чёрный, синий, красный, жёлтый и зелёный. Сначала они покрыли всю область белым цветом, затем обрисовали рисунок чёрным, исключив огни основного цвета. Они использовали кармин для красного цвета, обычно тёмного оттенка.
Самые старые известные картины маслом — буддийские фрески, созданные около 650 года нашей эры. Работы расположены в пещерных помещениях, вырезанных на скалах афганской долины Бамиан, «с использованием масел грецкого ореха и мака». Плиний упоминает о некоторых расписных потолках в его дни в городе Ардеа, которые были сделаны до основания Рима. По прошествии стольких столетий он выразил большое удивление и восхищение их свежестью.
В XIII веке масло использовалось для оформления темперных картин. В XIV веке Ченнино Ченнини описал технику рисования с использованием темперной живописи, покрытой тонкими слоями масла. Свойства медленного высыхания органических масел были широко известны ранним европейским художникам. Однако трудности с получением и обработкой материалов означали, что они использовались редко (и действительно, медленное высыхание считалось недостатком). Получивший образование фламандцев или находившийся под влиянием Антонелло да Мессина, которому Вазари ошибочно приписал введение масляной краски в Италию похоже, улучшил формулу, добавив оксид свинца(II) (свинцовый глёт). До сих пор сохранившийся пример масляной живописи домов XVII века ― Хэм-Хаус в Суррее, Англия, где был использован грунт, несколько грунтовок и тщательно продуманное декоративное покрытие; смесь пигмента и масла была растерта в пасту с помощью ступки и пестика. Художники сделали это вручную, и они подверглись отравлению свинцом из-за свинцовых белил.
В 1718 году Маршалл Смит изобрёл в Англии «машину или двигатель для шлифования красок». Неизвестно, как именно оно действовало, но это было устройство, которое резко повысило эффективность измельчения пигментов. Вскоре компания «Emerton and Manby» начала рекламировать исключительно недорогие краски, изготовленные с использованием трудосберегающих технологий:
Один фунт цветной земли на конной мельнице покрасит двенадцать ярдов работы, в то время как цветная земля любым другим способом не сделает половину этого количества.
К началу промышленной революции, в середине XVIII века, краска измельчилась на паровых мельницах, и альтернатива пигментам на основе свинца была найдена в виде белого производного оксида цинка. Внутренняя покраска домов всё больше и больше становилась нормой по мере развития XIX века, как по декоративным причинам, так и потому что краска эффективно предотвращала гниение стен от сырости. Льняное масло также всё чаще использовалось в качестве недорогого связующего.
В 1866 году в США крупный производитель Sherwin-Williams (англ.) изобрёл краску, которую можно было использовать прямо из банки без предварительной подготовки.
Искусственные смолы или алкидные композиции были изобретены только после того, как возникла нехватка льняного масла на рынках Второй мировой войны. Недорогие и простые в изготовлении, они также хорошо держали цвет и долго держались.

## Назначение
Краски могут предназначаться для окрашивания поверхностей холстов для создания живописных полотен, росписей, для получения декоративных покрытий. После высыхания, впитывания или полимеризации краски образуют окрашенную однородную плёнку, обычно непрозрачную или полупрозрачную.
Существуют специализированные краски для человеческого тела ― краска для волос, лак для ногтей, краски для макияжа, краска для татуировки.
Особыми видами красок пользуются также в кондитерских изделиях — пищевыми красителями.
Специализированными типом пигментов красок считаются эффектные:
- термочувствительные (изменяющие цвет при изменении температуры)
- Люминофоры (пигмент, светящийся в темноте)
- «Хамелеон» (эффект основан на отражении и преломлении светового луча с разной длиной волны под различными углами на окрашенной поверхности. Слои пигмента включают мелкозернистые частицы величиной приблизительно 1—5 мкм, расположенные на разных уровнях покрытия).

Ещё одним очень важным назначением красок является защита материала окрашиваемой поверхности от внешних факторов. Они защищают металлы от коррозии, а древесину от потери влаги или её избытка, гниения, а также воздействия насекомых.

## Состав красок

### Пигменты
Пигменты являются составной частью красок и эмалей. От характера пигмента зависят цвет лакокрасочного покрытия, его укрывистость, а также устойчивость к действию атмосферных факторов, химических реагентов и высоких температур.
Пигменты обладают определённым цветом благодаря способности избирательно отражать лучи видимого света. Свет видимого спектра, попадая на поверхность краски, проходит через прозрачную основу, частично отражаясь от поверхности плёнки по всему диапазону спектра и создавая эффект глянцевой, блестящей поверхности. Пигмент поглощает свет избирательно: одна часть лучей, составляющих спектр дневного света, поглощается, а другая — отражается от поверхности пигмента, создавая в наших глазах определённое цветоощущение. Например, если пигмент поглощает преимущественно красную часть спектра и отражает остальные, то и поверхность воспринимается как окрашенная в зелёный цвет.
Пигмент, отражающий почти весь падающий на него свет в видимой части спектра, кажется белым, а пигмент, поглощающий падающие на него световые лучи по всему видимому спектру — чёрным.
Основными цветами следует считать три — пурпурный, голубой и жёлтый (система смешения красок CMYK). Смешивая их между собой, можно получить фиолетовый, оранжевый, зелёный. Наложение одной прозрачной краски на другую краску носит название «лессировка».
Следует иметь в виду, что, смешивая пигменты между собой, мы получим равномерно окрашивающую краску только тогда, когда показатели плотности пигментов близки.
Цветные краски — хроматические; сочетания чёрного и белого — ахроматические цвета.

### Поведение пигмента в инфракрасном и ультрафиолетовом диапазоне
Современные пигменты, используемые для окраски тканей, практически прозрачны в ИК-диапазоне, для повышения теплоотдачи телом человека, поэтому некоторые видеокамеры в режиме ночной съёмки могут значительно повысить прозрачность некоторых элементов одежды.
Исследование пигментов в УФ- и ИК-диапазонах — важный элемент экспертизы художественных изделий на подлинность.

### Связующие
Связующими веществами в живописи (кроме техники фрески и силикатной живописи) являются растворённые, эмульгированные или суспендированные в воде или ином растворителе клеи животного или растительного происхождения, смолы, углеводороды, растворимые в воде или в маслах, твердеющие масла, полимеры. Связующие служат в красках пленкообразователями — веществами, создающими при отверждении твёрдую, прочную плёнку, удерживающую в своём составе пигменты и наполнители.
Краски подразделяют на кроющие, или корпусные — создающие непросвечивающий слой, и на лессировочные — дающие прозрачный или полупрозрачный слой.

### Разбавитель, растворитель или сольвент
Основное назначение разбавителя — растворение полимера и регулирование вязкости краски. Он летуч и не входит в состав лакокрасочной пленки. Он также контролирует текучесть и свойства нанесения, а в некоторых случаях может влиять на стабильность краски в жидком состоянии. Его основная функция — переносчик энергонезависимых компонентов. Для нанесения более тяжёлых масел (например, льняного семени), как в краске для внутренних помещений на масляной основе, требуется более жидкое масло или олифа. Эти летучие вещества временно придают свои свойства — после испарения растворителя оставшаяся краска закрепляется на поверхности.
Этот компонент не является обязательным, поскольку в некоторых красках нет разбавителя.
Вода является основным разбавителем для водоразбавляемых красок, даже для сорастворителей.
Краски на основе растворителей, также называемые масляными, могут иметь различные комбинации органических растворителей в качестве разбавителей, включая алифатические, ароматические, спирты, ацетон и уайт-спирит. Конкретными примерами являются органические растворители, такие как нефтяной дистиллят, ксилол, скипидар и т. п. Иногда летучие низкомолекулярные синтетические смолы также служат разбавителями.

### Наполнители
Вспученный перлит используется при производстве красок в качестве матирующей добавки. Он обладает более низкой плотностью, чем кизельгур, и более высокой способностью адсорбировать влагу.
Перлитовый наполнитель идеально соответствует всем требованиям, предъявляемым при производстве текстуированных красок и покрытий:
- очень низкая объёмная плотность (примерно 80—120 кг/м³);
- шероховатая структура, обеспечивающая хорошую адгезию;
- полупрозрачный белый цвет-свойство внутриструктурного отражения, позволяющее пигменту создавать сильный, однородный белый цвет;
- очень твёрдая структура, стойкая к истиранию и шлифовке;
- обеспечение свойств термозащиты и огнезащиты в текстурированных красках за счёт пенной структуры частиц.

## Изменение цвета
Существуют различные технологии изготовления красок, меняющих цвет. Термохромные краски и покрытия содержат материалы, которые меняют форму при воздействии или снятии тепла, и поэтому они меняют цвет.
Жидкие кристаллы использовались в таких красках, например, в полосках и лентах термометров, используемых в аквариумах, а также в термостаках и соломинках для новинок / рекламных материалов.
Фотохромные материалы используются для изготовления очков и других изделий. Подобно термохромным молекулам, фотохромные молекулы меняют конформацию при приложении или удалении световой энергии, и поэтому они меняют цвет.
Краски, изменяющие цвет, также могут быть изготовлены путем добавления галохромных соединений или других органических пигментов. В одном патенте упоминается использование этих индикаторов для покрытия стен светлыми красками. Когда краска влажная, она имеет розовый цвет, но после высыхания восстанавливает свой первоначальный белый цвет. Как указано в патенте, это свойство краски позволяет правильно и равномерно нанести два или более слоев на стену. Предыдущие высохшие слои будут белыми, тогда как новый влажный слой будет отчётливо розовым.
Ashland Inc. представила литейные огнеупорные покрытия с аналогичным принципом в 2005 году.
Электрохромные краски меняют цвет под воздействием электрического тока. Сообщается, что производитель автомобилей Nissan работает над электрохромной краской на основе частиц парамагнитного оксида железа. Под воздействием электромагнитного поля парамагнитные частицы меняют расстояние, изменяя свой цвет и отражающие свойства. Электромагнитное поле будет сформировано из проводящего металла кузова автомобиля. Электрохромные краски можно наносить и на пластиковые подложки, используя другой химический состав покрытия. Технология предполагает использование специальных красителей, которые меняют форму, когда электрический ток проходит через саму пленку. Эта новая технология используется для защиты от ослепления одним нажатием кнопки в иллюминаторах пассажирских самолётов.
Цвет также может меняться в зависимости от угла обзора, используя иридесценцию, например, в ChromaFlair.

## Производство и потребление

### Производство
По аналитической оценке, в 2007 году в мире было произведено лакокрасочной продукции на 91,2 млрд долл.

### Потребление
Общий объём годового потребления красок в России составляет около 1 млн тонн. На импортные краски приходится около 170 тыс. тонн.

## Варианты продукта
- Грунтовка — это подготовительное покрытие, наносимое на материалы перед нанесением самой краски. Загрунтованная поверхность обеспечивает лучшую адгезию краски, тем самым увеличивая стойкость краски и обеспечивая улучшенную защиту окрашенной поверхности от факторов внешней среды. Подходящие по оттенку грунтовки также могут блокировать и закрывать пятна или скрывать цвет, который нужно закрасить,
- Эмульсионные краски — это краски на водной основе, в которых лакокрасочный материал диспергирован в жидкости, состоящей в основном из воды. Для подходящих целей у этого решения есть преимущества, заключающиеся в быстром высыхании, низкой токсичности, низкой стоимости, простоте применения и лёгкой очистке оборудования. По прошествии расчётного времени высохшее покрытие больше не растворяется в воде,
- Бесцветный лак — это краска или лак на основе растворителя, обеспечивающий особенно твёрдую и долговечную отделку. Он обеспечивают защитное покрытие без существенного изменения цвета поверхности, но может подчеркнуть естественные цвета материала,
- Морилка для дерева — это тип краски, состав которой очень «жидкий», то есть с низкой вязкостью, поэтому пигмент впитывается в такой материал, как дерево, а не остаётся в пленке на поверхности. Пятно в основном представляет собой диспергированный пигмент или растворенный краситель плюс связующий материал в растворителе. Он предназначен для добавления цвета без покрытия поверхности,
- Состав эмалевой краски обеспечивает особенно твёрдое, обычно глянцевое покрытие. Некоторые эмалевые краски содержат мелкий стеклянный порошок или металлическую чешуйку вместо цветных пигментов в стандартных масляных красках. Иногда эмалевую краску смешивают с лаком или уретаном для улучшения её блеска и твёрдости,
- Глазурь является добавкой, используемой с краской медленного времени сушки и повышением полупрозрачности, как в искусственной живописи и некоторые художественные эффекты,
- гидроизоляционная мастика или жидкая резина представляет собой густую жидкость, которая создаёт эластичную гидроизолирующую мембрану, чаще всего на битумной основе, которые могут деформироваться без образования течи. Она обеспечивает защиту материалов от ультрафиолета, широко используется при реставрации крыш и фасадов,
- Краски для пальцев — это составы, подходящие для нанесения пальцами; они популярны для использования детьми в начальной школе,
- Чернила похожи на краски, за исключением того, что они обычно изготавливаются с использованием тонко измельчённых пигментов или красителей и не предназначены для образования толстой пленки связующего. Они в основном используются для письма, печати или каллиграфии,
- Покрытия, защищающие от граффити, используются для предотвращения маркировки поверхностей художниками-граффити или вандалами. Покрытия против граффити делятся на две категории: жертвенные и не связывающие:
  - Жертвенные покрытия — это прозрачные покрытия, которые позволяют удалять граффити, обычно путем промывания поверхности водой под высоким давлением, которая удаляет граффити вместе с покрытием (отсюда и термин «жертвенный»). После удаления граффити жертвенное покрытие необходимо повторно нанести для постоянной защиты. Такие защитные покрытия чаще всего используются на естественных поверхностях каменной кладки, таких как скульптуры и мраморные стены, а также на более грубых поверхностях, которые трудно чистить,
  - Несвязывающие покрытия — это прозрачные высокоэффективные покрытия, обычно на основе катализированных полиуретанов, которые не связываются прочно с красками, используемыми для граффити. Граффити на такой поверхности можно удалить с помощью растворителя, не повреждая ни лежащую под ним поверхность, ни защитное неклейкое покрытие. Эти покрытия лучше всего работают на гладких поверхностях и особенно полезны на декоративных поверхностях, таких как мозаика или окрашенные фрески, которые могут пострадать от распыления под высоким давлением,
- Краска с мочеотталкивающими свойствами — это очень гидрофобная (водоотталкивающая) краска. Такая краска использовалась муниципалитетами городов и другими владельцами собственности, чтобы удерживать мужчин от мочеиспускания на стены, поскольку моча брызгает обратно на их обувь, а не стекает по стене
- Краска против подъёма — это не сохнущая краска, которая кажется нормальной, но чрезвычайно скользкой. Её можно использовать на водосточных трубах и уступах, чтобы не допустить взломов грабителей и вандалов, и её можно найти во многих общественных местах. Когда человек пытается взобраться на объекты, покрытые краской, она скользит и пачкает скалолаза, что также затрудняет восхождение,
- Краска против обрастания, или краска для днища, предотвращает прилипание ракушек и других морских организмов к корпусам судов,
- Изоляционная краска снижает скорость теплопередачи или электропроводность через поверхность, на которую она нанесена. Один тип рецептуры основан на добавлении полых микросфер к любому подходящему типу краски,
- Противоскользящая краска содержит химические вещества или песок, увеличивающие трение о поверхность и снижающие риск поскользнуться, особенно во влажных условиях,
- Краска для разметки дорог специально используется для разметки и окраски дорожных знаков и линий, чтобы сформировать прочную пленку покрытия на поверхности дороги. Она должна быстро сохнуть, обеспечивать толстое покрытие, противостоять износу и скольжению, особенно во влажных условиях.
- Меловая краска — это декоративная краска, используемая для домашнего декора, чтобы добиться такого вида, как шебби-шик или винтаж,
- Белила — краски с белым пигментом типа флуоресцентных отбеливателей ― слабоокрашенные органические соединения, способные поглощать ультрафиолетовые лучи в области 300—400 мкм и преобразовывать их в синий или фиолетовый свет с длиной волны 400—500 мкм, который компенсирует недостаток синих лучей в отражаемом материалом свете. Бесцветные материалы приобретают при этом высокую степень белизны, а окрашенные — яркость и контрастность.
- Комуфляжные краски:
  - Шаровая краска — серо-голубая, нем. Kugelblau. Такая краска состоит из мела, «голландской сажи» и свинцовых белил. Её также называют «военной», поскольку в XIX веке использовали для окраски военных кораблей — такой цвет позволял им сливаться с серым небом и морскими волнами,

## Опасность
Летучие органические вещества в краске считаются вредными для окружающей среды, особенно для людей, которые работают с ними на регулярной основе. Воздействие ЛОС было связано с хронической сольвент-индуцированной энцефалопатией, хотя эта связь была несколько противоречивой.
Спорный растворитель 2-бутоксиэтанол также используется в производстве красок.
В таких странах, как Россия, Канада, Китай, ЕС, Индия, США и Южная Корея, есть определения компонентов класса летучих органических соединений, а также правила, ограничивающие использование некоторых компонентов или всей группы летучих органических соединений в лакокрасочной продукции, и связанных с ней потребительских товаров.
В США разработаны краски и отделочных материалов с низким и нулевым содержанием летучих органических соединений. Под давлением новых норм и патентной системы новые лакокрасочные продукты стали широко доступны и более рентабельны на территории США. Воздействие на здоровье человека и окружающую среду новых продуктов изучается.
Полихлорированные дифенилы были обнаружены в 2009 году в пробах воздуха, собранных в Чикаго, Филадельфии, в Арктике и на нескольких участках вокруг Великих озёр. Этот глобальный загрязнитель, контролируется в сточных водах производства лакокрасочных материалов в обязательном порядке. Обширное загрязнение ПХБ предполагает улетучивание этого соединения с окрашенных поверхностей, крыш и т. д. ПХБ присутствует в потребительских товарах, включая газеты, журналы и картонные коробки, которые обычно содержат цветные пигменты. Таким образом, существует гипотеза, что конгенеры ПХБ присутствуют в качестве побочного продукта в некоторых имеющихся в продаже пигментах.